# Ilyocoris
Ilyocoris és un gènere d'hemípters heteròpters de la família Naucoridae.

## Taxonomia
El gènere Ilyocoris inclou dues espècies:
- Ilyocoris cimicoides (Linnaeus, 1758)
- Ilyocoris rottensis von Schlechtendal, 1899†